# Final Portrait: L'art de l'amistat
Final Portrait: L'art de l'amistat (títol original en anglès: Final Portrait) és una pel·lícula britànica de 2017 escrita i dirigida per Stanley Tucci i protagonitzada per Geoffrey Rush, Armie Hammer, Clémence Poésy, Tony Shalhoub, James Faulkner i Sylvie Testud. Es tracta d'un drama biogràfic sobre el pintor i escultor suís Alberto Giacometti, a partir de les memòries A Giacometti Portrait (1965) que James Lord va escriure sobre l'artista després de l'episodi que narra aquesta pel·lícula.
La seva estrena mundial va ser al 67è Festival Internacional de Cinema de Berlín l'11 de febrer de 2017. Aquesta pel·lícula ha estat subtitulada en català.

## Argument
L'artista suís Alberto Giacometti (Geoffrey Rush) convida al seu estudi parisenc el seu biògraf i amic, el crític d'art estatunidenc James Lord (Armie Hammer), per pintar-li un retrat. Afalagat i intrigat, Lord accepta posar per ell, i s'acosta incòmodement a Giacometti. Però el que havia de ser una cosa senzilla i durar només uns quants dies es transforma en un llarg procés de treball, a causa del perfeccionisme i l'exigència del procés artístic de Giacometti i de les interrupcions per sopars, visites de la seva amant (Clémence Poésy) i l'omnipresència d'Annette (Sylvie Testud), l'esposa de Giacometti. Durant setmanes, Lord és testimoni de les excentricitats, l'estil de vida caòtic i el geni de l'artista, que és qui decideix quan és el moment de treballar, de beure, de coquetejar, de riure, de dubtar o de destruir al seu estudi. A causa d'això, Lord ha de posposar el seu vol de tornada diverses vegades.

## Repartiment
- Geoffrey Rush com a Alberto Giacometti[8]
- Armie Hammer com a James Lord[9]
- Clémence Poésy com a Caroline[10]
- Tony Shalhoub com a Diego Giacometti[10]
- James Faulkner as Pierre Matisse
- Sylvie Testud com a Annette Giacometti[10]

## Producció
L'actor i cineasta Stanley Tucci, a qui no agraden els biopics, va afirmar: «No sé com es pot resumir una vida en dues hores». El director estava més interessat a escenificar el procés de creació que a parlar de l'escultor, i es va centrar en el parell de setmanes en què Giacometti du a terme la tasca de pintar el retrat de Lord. Amb relació a això, va expressar la seva fascinació per la insatisfacció perpètua que comporta la creació d'una pintura, fins i tot quan sembla que ja està enllestida.
El 2 de febrer de 2015 Geoffrey Rush es va unir al repartiment de Final Portrait, i el 13 de maig va fer-ho Armie Hammer. El 12 de febrer de 2016 s'hi van unir Tony Shalhoub, Clémence Poésy i Sylvie Testud. El rodatge va començar tres dies després, el 15 de febrer de 2016, i va tenir lloc als estudis Twickenham i als voltants de Londres, on durant quatre setmanes es va recrear el París de 1964.

### Disseny de producció
James Merifield, el dissenyador de producció, va recrear a l'estudi el taller de l'artista; aquesta reconstrucció va suposar una de les etapes clau de la pel·lícula, ja que s'hi desenvolupa la major part de la història. Merifield va comptar amb l'ajuda de la Fundació Giacometti alhora d'ambientar el taller, ja que, malgrat Final Portrait se centra essencialment en la interacció dels personatges i en una pintura en particular, les obres que apareixen de fons havien de ser autèntiques. La Fundació va dur a terme la supervisió dels artistes que van recrear les pintures i escultures que devien ser al taller de Giacometti en aquell moment i també va ajudar en la seva decoració per tal que aquesta fos el més fidel possible a l'estudi original.

### Fotografia
Danny Cohen, director de fotografia de Final Portrait, desatura els colors al principi de la pel·lícula, fet que atorga a la cinta «un aspecte negre i gris pissarra des del qual els blaus i els vermells intenten obrir-se pas cap a la percepció de l'espectador», segons va comentar el crític de cinema Glenn Kenny. En canvi, les escenes que tenen lloc al vespre al Café Adrien tenen una calidesa daurada.
Howard Schwartz en fa una anàlisi més profunda a la revista DailyArt, lloant la seva traça jugant amb el color. Explica que, tot i que la pel·lícula va ser rodada en color, la majoria d'escenes estan dominades per grisos càlids i freds, amb només un toc de color; quan aquest toc s'afegeix, «el color ressona d'una manera que no hauria estat possible d'una altra manera», a causa del contrast. La interacció entre aquesta petita àrea de color afegida i el context d'un entorn gris ajuda a destacar el to d'una escena i n'augmenta el dramatisme, com quan Annette s'enfada i es posa un abric vermell després d'haver posat nua per al seu marit.

## Recepció
Final Portrait: L'art de l'amistat va rebre crítiques positives dels crítics de cinema. Té una puntuació d'aprovació del 73% al lloc web de l'agregador de ressenyes Rotten Tomatoes, basada en 131 ressenyes i una puntuació mitjana de 6,6/10. El consens crític del lloc web diu: "Final Portrait troba l'escriptor i director Stanley Tucci explicant pacientment una història tranquil·lament absorbent, portada a la vida per un conjunt talentós liderat per Geoffrey Rush i Armie Hammer". A Metacritic, la pel·lícula té una puntuació de 70 sobre 100, basada en 32 crítics, indicant "crítiques generalment favorables". A The Movie Database (TMDB), en canvi, la puntuació dels usuaris només arriba al 60%.
Sergi Sánchez, de Fotogramas, va agrair que la pel·lícula s'allunyés «de les convencions del 'biopic' a l'ús», però sobre la interpretació de l'actor protagonista va lamentar que, tot i que simpàtica, està molt a prop de caricaturitzar els dubtes i angoixes de Giacometti durant el procés creatiu. Jordi Costa, de la mateixa revista, va opinar uns dies més tard que Tucci tenia unes qualitats limitades com a retratista i que Rush estava massa desfermat i divertit interpretant Giacometti, un artista que era més aviat esquerp i despreocupat. Va atorgar-li tres estrelles d'un total de cinc.
Glenn Kenny, a la seva crítica del lloc de Roger Ebert, va atorgar a la pel·lícula tres estrelles de quatre, i va dir-ne que era «una delícia mínimament encantadora de veure» i «una peça de cambra», tot i que «es torna una mica repetitiva». Kenny va lloar l'enfocament visual que li havien donat tant Tucci com el director de fotografia, i va concloure que la representació que s'havia fet de Giacometti a Final Portrait «acaba sent un homenatge adequat tant a l'artista com a l'art mateix».